# Valentin Bubukin
Valentin Borisovich Bubukin (Em russo, Валентин Борисович Бубукин) (Moscou, 23 de abril de 1933 - Moscou, 30 de outubro de 2008) foi um futebolista soviético e treinador russo, que atuou como atacante.

## Carreira
Bubukin fez parte do elenco da Seleção Soviética que disputou a Copa do Mundo de 1958.

## Títulos
- Campeonato Europeu de Futebol de 1960
- Copa da URSS 1957